# Skalická jaskyňa
Skalická jaskyňa (Jaskinia Skalicka) – niewielka jaskinia krasowa u południowych podnóży Płaskowyżu Koniarskiego w Krasie Słowacko-Węgierskim na Słowacji.
Jaskinia leży pomiędzy drogą a linią kolejową z Gemerskiej Hôrki do Hucína, ok. 2 km na północny zachód od Gemerskiej Hôrki. Wylot jaskini znajduje się na wysokości 281 m n.p.m., tuż pod szczytem wzgórza Skalica (283 m n.p.m.). Jaskinia ma długość 40 m, głębokość 20 m. Nie jest udostępniona do zwiedzania.